# Hauptstadtgouvernement
Das Hauptstadtgouvernement (arabisch محافظة العاصمة, DMG Muḥāfaẓat al-ʿĀṣima) ist eines der vier Gouvernements von Bahrain. Zum Gouvernement gehört Manama, die Hauptstadt von Bahrain. Die Einwohnerzahl beträgt 548.345 (Stand: Zensus 2020).

## Geschichte
Das Hauptstadtgouvernement wurde am 3. Juli 2002 per königlichem Erlass gebildet. Das derzeitige Gouvernement umfasst die Gemeinden Manama, Dschidd Ali, Ras Rumman und Teile von Dschidhafs.

## Demografie
Laut einer 2010 durchgeführten Volkszählung leben 329.510 Menschen im Hauptstadtgouvernement; 261.921 Nicht-Bahrainer und 67.589 bahrainische Staatsbürger.